# 大靶跳棋
大靶跳棋（Gol-skuish），是流行於印度中央省地區的兩人棋類，是種跳棋遊戲，與小靶跳棋有關係。

大靶跳棋初始佈置

## 棋具
- 棋盤為七個同心圓線，並有三條成『米』字形的直線劃過圓心，組成共四十三個棋點。

- 以兩色棋子區分敵我，每方各有二十一枚。

## 規則
- 棋子皆放在棋點上。每方將己棋全放在最靠近自方的二十一個棋點，剩下中心圓點為空棋位。

- 任何棋子皆須需沿線移動。

- 每回合玩家可能有二種行動，以跳吃為優先：
  - 跳吃。己棋跳過一枚鄰邊的敵棋落到同線的緊連空點，然後把被跳過的敵棋移出棋盤，可吃時需連跳吃。
  - 當無法跳吃時，移動一己子到鄰處的空棋點。

- 減少到對方棋子剩下五枚以下獲勝[1]。

## 外部連結
- 遊戲介紹
- 遊戲下載